# Território de Nova Guiné
O Território da Nova Guiné foi o mandato da Liga das Nações, controlado pela Austrália, na parte nordeste da ilha de Nova Guiné e ilhas vizinhas, entre 1920 e 1975. A parte sul-oriental da ilha de Nova Guiné, foi uma colônia separada da Austrália, o Território de Papua, até 1975.
O mandato australiano baseou-se nos últimos territórios de Nova Guiné Alemã, que foi capturado e ocupado por forças australianas em 1914, durante a Primeira Guerra Mundial grande parte do território da Nova Guiné foi ocupada por forças japonesas durante a II Guerra Mundial; Rabaul, na ilha da Nova Bretanha foi uma grande base japonesa.
Sob o Ato de Administração Provisório de Papua-Nova Guiné (1945-46), os territórios de Papua e Nova Guiné foram combinados em uma união administrativa.

## Mandato

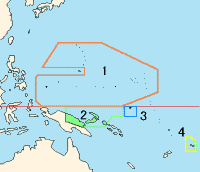
Repartição da antiga Nova Guiné Alemã:
1. Mandato do Pacífico Sul (Império do Japão)
2. Territorio de Nova Guiné (Australia)
3. Nauru (Australia, Nova Zelandia e Reino Unido)
4. Samoa Ocidental (Nova Zelandia).

O primeiro administrador civil, Evan Alexander Wisdom, declarou a cidade de Rabaul na ilha de Nova Irlanda, como a capital do Território da Nova Guiné.  Esta cidade seria a capital até 29 de maio de 1937, quando o Monte Tavurvur irrompe e deixa Rabaul inabitável;  a capital foi transferida para Lae, na ilha da Nova Guiné.
Durante 1921, os habitantes alemães foram expropriados e alguns tiveram que voltar para a Alemanha, apenas alguns alemães conseguiram permanecer no território.  Durante a expropriação, 268 plantações, 20 empresas, oficinas e equipamentos alemães foram transferidos para novos proprietários, que eram soldados veteranos australianos, com pouca experiência em agricultura sob condições

## Primeira Guerra Mundial
No início da Primeira Guerra Mundial em 1914, Austrália, como várias nações da Commonwealth  tinha declarado guerra  ao Império Alemão  .  Este Império possuía uma extensa colônia na Oceania chamado Nova Guiné Alemã, mas com o advento da guerra, Austrália, Japão e Nova Zelândia, ocupam  o território sem maior resistência dos alemães.
O 21 de setembro de 1914, capitura o exército alemão na colônia, que consistia de cinco oficiais, 35 policiais alemães e 110 policiais de origem  melanésia 
A transição ocupada pelos australia no território foi feito pacificamente, com a cooperação dos alemães, e eles queriam explorar os recursos econômicos  Nova Guiné, continuando com a iniciativa colonial alemã.  Em 1916, a expropriação das empresas alemãs no território foi solicitada antes do Reino Unido, mas foi rejeitada.  Os direitos dessas empresas permaneceriam até [1918].
Com o fim da guerra as negociação dos vencedores na Conferência de Paris (1919) , discutido sobre o futuro do  colônias alemãs;  e 7 de maio de 1919 concedido a criação de  comando s, entre eles a Nova Guiné, embora foi com alguma dificuldade em executar porque  contencioso  Americana na ilha de Yap.Em 17 dezembro de 1920 o mandato é confirmado, sob administração australiana na Nova Guiné, com uma categoria [[Mandato Classe C | Classe C]  ]  Então, quando na Austrália esta resolução mandato foi confirmada, foi a administração militar substituiu o 09 de maio de 1921, em troca de uma administração civil.  A partir deste momento, a administração da Austrália no território torna-se [de jure].